# Synarmadillo clausus
Synarmadillo clausus is een pissebed uit de familie Armadillidae. De wetenschappelijke naam van de soort is voor het eerst geldig gepubliceerd in 1892 door Dollfus.